# Списак министара одбране Србије
Ово је списак министара одбране Србије тј. Војске Србије.

## Србија у Првом српском устанку(1805—1813)
| Слика | Име и презиме      | Мандат     | Белешка |
| ----- | ------------------ | ---------- | ------- |
|       | Младен Миловановић | 1811—1813. |         |

## ПопечитељвојениКнежевине Србије(1834—1835)
| Слика | Име и презиме      | Мандат                             | Белешка |
| ----- | ------------------ | ---------------------------------- | ------- |
|       | Тома Вучић Перишић | од 2/14. јун 1834. — фебруар 1835. |         |
|       | Милета Радојковић  |                                    |         |
|       | Теодор Хербез      |                                    |         |

## Шеф канцеларије војених делаКнежевине Србије(1838)
| Слика | Име и презиме | Мандат   | Белешка |
| ----- | ------------- | -------- | ------- |
|       | Теодор Хербез | пуковник |         |

## Војни шеф главног војног штабаКнежевине Србије(1838—1859)
| Слика | Име и презиме                    | Чин      | Мандат | Белешка |
| ----- | -------------------------------- | -------- | ------ | ------- |
|       | Илија Хаџи-Милутиновић Гарашанин | пуковник |        |         |
|       | Ђорђе Протић                     | пуковник |        |         |

## Начелник Главне војне управеКнежевине Србије(1859—1862)
| Слика | Име и презиме            | Чин      | Мандат                                   | Белешка                    |
| ----- | ------------------------ | -------- | ---------------------------------------- | -------------------------- |
|       | Младен Жујовић           | пуковник |                                          |                            |
|       | Петар Протић Драгачевац  | пуковник |                                          |                            |
|       | Константин Хранисављевић | пуковник | 31. децембра 1860. − 22. септембра 1861. |                            |
|       | Иполит Монден            | пуковник | од 22. септембра 1861.                   | постао први Министар војни |

## Министри војске Кнежевине Србије (1862—1882)
| Слика | Име и презиме               | Чин                    | Мандат                               | Белешка                                                                              |
| ----- | --------------------------- | ---------------------- | ------------------------------------ | ------------------------------------------------------------------------------------ |
|       | Иполит Монден               | пуковник               | 10. април 1862 — 2. април 1865.      | Друга Влада Илије Гарашанина први Министар војни                                     |
|       | Миливоје Петровић Блазнавац | пуковник               | 2. април 1865 — 21. јун 1868.        | Друга Влада Илије Гарашанина Прва Влада Јована Ристића Прва Влада Николе Христића    |
|       | Јован Белимарковић          | потпуковник            | 21. јун 1868 — 10. август 1872.      | Влада Ђорђа Ценића Влада Радивоја Милојковића                                        |
|       | Миливоје Петровић Блазнавац | генерал                | 10. август 1872 — 23. март 1873.     | Влада Миливоја Петровића Блазнаваца умро на дужности                                 |
|       | Јован Белимарковић          | пуковник               | 23. март 1873 — 2. април 1873.       | Влада Миливоја Петровића Блазнаваца                                                  |
|       | Милојко Лешјанин            | потпуковник            | 2. април 1873 — 22. октобар 1873.    | Друга Влада Јована Ристића                                                           |
|       | Коста Протић                | потпуковник / пуковник | 22. октобар 1873 — 19. август 1875.  | Влада Јована Мариновића Влада Аћима Чумића Влада Данила Стефановића                  |
|       | Тихомиљ Николић             | пуковник               | 19. август 1875 — 4. новембар 1876.  | Прва Влада Стевче Михаиловића Влада Љубомира Каљевића Друга Влада Стевче Михаиловића |
|       | Сава Грујић                 | пуковник               | 4. новембар 1876 — 1. октобар 1878.  | Друга Влада Стевче Михаиловића                                                       |
|       | Јован Мишковић              | потпуковник            | 1. октобар 1878 — 21. октобар 1880.  | Трећа Влада Јована Ристића                                                           |
|       | Милојко Лешјанин            | генерал                | 21. октобар 1880 — 12. фебруар 1882. | Влада Милана Пироћанца                                                               |

## Министри војскеКраљевине Србије(1882—1918)
| Слика | Име и презиме       | Чин                    | Мандат                                  | Белешка                                                                                       |
| ----- | ------------------- | ---------------------- | --------------------------------------- | --------------------------------------------------------------------------------------------- |
|       | Тихомиљ Николић     | генерал                | 12. фебруар 1882 — 21. септембар 1883.  | Влада Милана Пироћанца                                                                        |
|       | Јован Петровић      | пуковник               | 21. септембар 1883 — 24. новембар 1885. | Друга влада Николе Христића, Прва влада Милутина Гарашанина и Друга влада Милутина Гарашанина |
|       | Драгутин Франасовић | потпуковник / пуковник | 24. новембар 1885 — 23. март 1886.      | Друга влада Милутина Гарашанина                                                               |
|       | Ђура Хорватовић     | генерал                | 23. март 1886 — 5. фебруар 1887.        | Трећа влада Милутина Гарашанина                                                               |
|       | Петар Топаловић     | пуковник / генерал     | 5. фебруар 1887 — 1. јун 1887.          | Трећа влада Милутина Гарашанина                                                               |
|       | Антоније Богићевић  | генерал                | 1. јун 1887 — 5. јул 1887.              | вршилац дужности                                                                              |
|       | Сава Грујић         | пуковник / генерал     | 5. јул 1887 — 14. април 1888.           | Четврта Влада Јована Ристића Прва Влада Саве Грујића                                          |
|       | Коста Протић        | генерал                | 14. април 1888 — 22. фебруар 1889.      | Трећа Влада Николе Христића Влада Косте Протића                                               |
|       | Димитрије Ђурић     | пуковник               | 22. фебруар 1889 — 16. март 1890.       | Друга Влада Саве Грујића                                                                      |
|       | Сава Грујић         | генерал                | 16. март 1890 — 11. фебруар 1891.       |                                                                                               |
|       | Радован Милетић     | пуковник               | 11. фебруар 1891 — 7. мај 1891.         |                                                                                               |
|       | Јован Прапорчетовић | пуковник               | 7. мај 1891 — 21. март 1892.            |                                                                                               |
|       | Димитрије Ђурић     | пуковник               | 21. март 1892 — 9. август 1892.         |                                                                                               |
|       | Антоније Богићевић  | генерал                | 9. август 1892 — 1. април 1893.         | Прва Влада Јована Авакумовића                                                                 |
|       | Драгутин Франасовић | пуковник               | 1. април 1893 — 4. јун 1893.            |                                                                                               |
|       | Сава Грујић         | генерал                | 4. јун 1893 — 12. јануар 1894.          |                                                                                               |
|       | Милован Павловић    | пуковник / генерал     | 12. јануар 1894 — 25. јун 1895.         |                                                                                               |
|       | Драгутин Франасовић | генерал                | 25. јун 1895 — 17. децембар 1896.       |                                                                                               |
|       | Јован Мишковић      | генерал                | 17. децембар 1896 — 11. октобар 1897.   |                                                                                               |
|       | Драгомир Вучковић   | пуковник               | 11. октобар 1897 — 10. децембар 1899.   | умро на дужности                                                                              |
|       | Јован Атанацковић   | генерал                | 10. децембар 1899 — 12. јул 1900.       |                                                                                               |
|       | Милош Васић         | потпуковник / пуковник | 12. јул 1900 — 27. април 1901.          |                                                                                               |
|       | Божидар Јанковић    | пуковник               | 27. април 1901 — 3. август 1901.        |                                                                                               |
|       | Чедомиљ Миљковић    | пуковник / генерал     | 3. август 1901 — 21. децембар 1901.     |                                                                                               |
|       | Василије Антонић    | потпуковник            | 21. децембар 1901 — 7. октобар 1902.    |                                                                                               |
|       | Милован Павловић    | генерал                | 7. октобар 1902 — 29. маја 1903.        | Прва Влада Петра Велимировића Влада Димитрија Цинцар-Марковића убијен на дужности             |
|       | Јован Атанацковић   | генерал                | 29. маја 1903 — 2. август 1903.         |                                                                                               |
|       | Леонид Соларевић    | пуковник               | 2. август 1903 — 21. септембар 1903.    |                                                                                               |
|       | Милан Андрејевић    | пуковник               | 21. септембар 1903 — 26. јануар 1904.   |                                                                                               |
|       | Радомир Путник      | генерал                | 26. јануар 1904 — 16. мај 1905.         |                                                                                               |
|       | Василије Антонић    | пуковник               | 16. мај 1905 — 1. март 1906.            |                                                                                               |
|       | Сава Грујић         | генерал                | 1. март 1906 — 17. април 1906.          |                                                                                               |
|       | Радомир Путник      | генерал                | 17. април 1906 — 30. март 1908.         |                                                                                               |
|       | Степа Степановић    | генерал                | 30. март 1908 — 23. децембар 1908.      |                                                                                               |
|       | Михаило Живковић    | генерал                | 23. децембар 1908 — 1. октобар 1909.    |                                                                                               |
|       | Љубомир Стојановић  | није имао              | 1. октобар 1909 — 11. октобар 1909.     | заступник министра војног                                                                     |
|       | Милутин Мариновић   | пуковник               | 11. октобар 1909 — 4. март 1910.        |                                                                                               |
|       | Илија Гојковић      | пуковник               | 4. март 1910 — 24. фебруар 1911.        |                                                                                               |
|       | Степа Степановић    | генерал                | 24. фебруар 1911 — 22. мај 1912.        |                                                                                               |
|       | Радомир Путник      | генерал                | 22. мај 1912 — 19. септембар 1912.      |                                                                                               |
|       | Радивоје Бојовић    | пуковник               | 19. септембар 1912 — 3. јануар 1913.    |                                                                                               |
|       | Милош Божановић     | генерал                | 3. јануар 1913 — 4. јануар 1914.        |                                                                                               |
|       | Душан Стефановић    | пуковник               | 4. јануар 1914 — 22. новембар 1914.     |                                                                                               |
|       | Никола Пашић        | није имао              | 22. новембар 1914 — 14. децембар 1914.  | заступник министра војног                                                                     |
|       | Радивоје Бојовић    | пуковник               | 14. децембар 1914 — 6. децембар 1915.   |                                                                                               |
|       | Божидар Терзић      | пуковник / генерал     | 6. децембар 1915 — 31. маја 1918.       |                                                                                               |
|       | Стојан Протић       | није имао              | 31. маја 1918 — 24. јун 1918.           | заступник министра војног                                                                     |
|       | Михаило Рашић       | генерал                | 24. јун 1918 — 1. децембар 1918.        | први Министар војске Краљевине СХС                                                            |

## Министри одбранеРепублике Србије(1991—1994)
| Слика | Име и презиме                                     | Мандат                              | Белешка                                          | Странка |
| ----- | ------------------------------------------------- | ----------------------------------- | ------------------------------------------------ | ------- |
|       | Миодраг Јокић вицеадмирал (1935—2022)             | 15. јануар 1991. — 31. јул 1991.    | Влада Драгутина Зеленовића                       |         |
|       | Томислав Симовић генерал-потпуковник (1933—)      | 31. јул 1991. — 23. децембар 1991.  | Влада Драгутина Зеленовића                       |         |
|       | Марко Неговановић генерал-потпуковник (1935—2023) | 23. децембар 1991. — 15. март 1994. | Влада Радомана Божовића и Влада Николе Шаиновића |         |

## Министри одбранеРепублике Србије(2006—)
| Слика | Име и презиме                    | Мандат                                | Странка                 | Белешка                                                                     |
| ----- | -------------------------------- | ------------------------------------- | ----------------------- | --------------------------------------------------------------------------- |
|       | Зоран Станковић (1954—2021)      | 5. јун 2006 — 15. мај 2007.           | нестраначка личност     | Прва влада Војислава Коштунице претходно Министар одбране СЦГ генерал-мајор |
|       | Драган Шутановац (1968—)         | 15. мај 2007 — 27. јул 2012.          | Демократска странка     | Друга влада Војислава Коштунице и Влада Мирка Цветковића                    |
|       | Александар Вучић (1970—)         | 27. јул 2012 — 29. август 2013.       | Српска напредна странка | Влада Ивице Дачића                                                          |
|       | Небојша Родић (1953—)            | 29. август 2013 — 27. април 2014.     | нестраначка личност     | Влада Ивице Дачића                                                          |
|       | Братислав Гашић (1967—)          | 27. април 2014 — 5. фебруар 2016.     | Српска напредна странка | Прва влада Александра Вучића                                                |
|       | Душан Вујовић (в.д.) (1951—2025) | 5. фебруар 2016 — 2. март 2016.       | нестраначка личност     | Прва влада Александра Вучића вршилац дужности министра одбране              |
|       | Зоран Ђорђевић (1970—)           | 2. март 2016 — 29. јун 2017.          | Српска напредна странка | Прва влада и Друга влада Александра Вучића                                  |
|       | Александар Вулин (1972—)         | 29. јун 2017 — 28. октобар 2020.      | Покрет социјалиста      | Прва влада Ане Брнабић                                                      |
|       | Небојша Стефановић (1976—)       | 28. октобар 2020. — 26. октобар 2022. | Српска напредна странка | Друга влада Ане Брнабић                                                     |
|       | Милош Вучевић (1974—)            | 26. октобар 2022. — 2. мај 2024.      | Српска напредна странка | Трећа влада Ане Брнабић                                                     |
|       | Братислав Гашић (1967—)          | 2. мај 2024. — тренутна функција      | Српска напредна странка | Влада Милоша Вучевића                                                       |